# Sky and Sand
Sky and Sand est une chanson des producteurs allemands de musique électronique Paul et Fritz Kalkbrenner. 

## Historique
Composée par Paul Kalkbrenner, la chanson a été produite pour le film allemand Berlin Calling qui relate la vie nocturne berlinoise dans les années 2000. 
Publiée pour la première fois sur l'album de la bande originale du film en octobre 2008 et en février 2009 en tant que single, la partie chantée est assurée par le frère de Paul, Fritz Kalkbrenner.

## Accueil
Le titre est entré dans les charts de plusieurs pays européens. 
En 2009, il atteint en Belgique néerlandophone la deuxième place de l'Ultratop. En Allemagne, il est resté 129 semaines dans le classement.

## Anecdotes
En 2018, la chanteuse soprano britannique Sarah Brightman reprend le titre dans son album Hymn.
En 2023, le titre est utilisé par le constructeur automobile espagnol Cupra comme musique de fond pour un spot publicitaire télévisé.